# Jerzy Gaj
Jerzy Ludwik Gaj (ur. 22 grudnia 1929 w Lesznie Wielkopolskim, zm. 30 grudnia 2016 w Poznaniu) – polski historyk kultury fizycznej, prof. dr hab.

## Życiorys
Odbył studia  w Wyższej Szkole Wychowania Fizycznego w Poznaniu, natomiast w 1963 uzyskał doktorat, w 1972 habilitował się na podstawie oceny dorobku naukowego i pracy zatytułowanej Zarys dziejów kultury fizycznej w Wielkopolsce w latach 1919-1969. W 1978 nadano mu tytuł profesora w zakresie nauk o kulturze fizycznej.
Pracował w Wyższej Szkole Hotelarstwa i Gastronomii, oraz objął funkcję profesora zwyczajnego w Katedrze Humanistycznych Podstaw Kultury Fizycznej i Turystyki na Zamiejscowym Wydziale Kultury Fizycznej w Gorzowie Wielkopolskim.
Został pochowany na Cmentarzu Junikowskim w Poznaniu (pole 5-6-36-6).

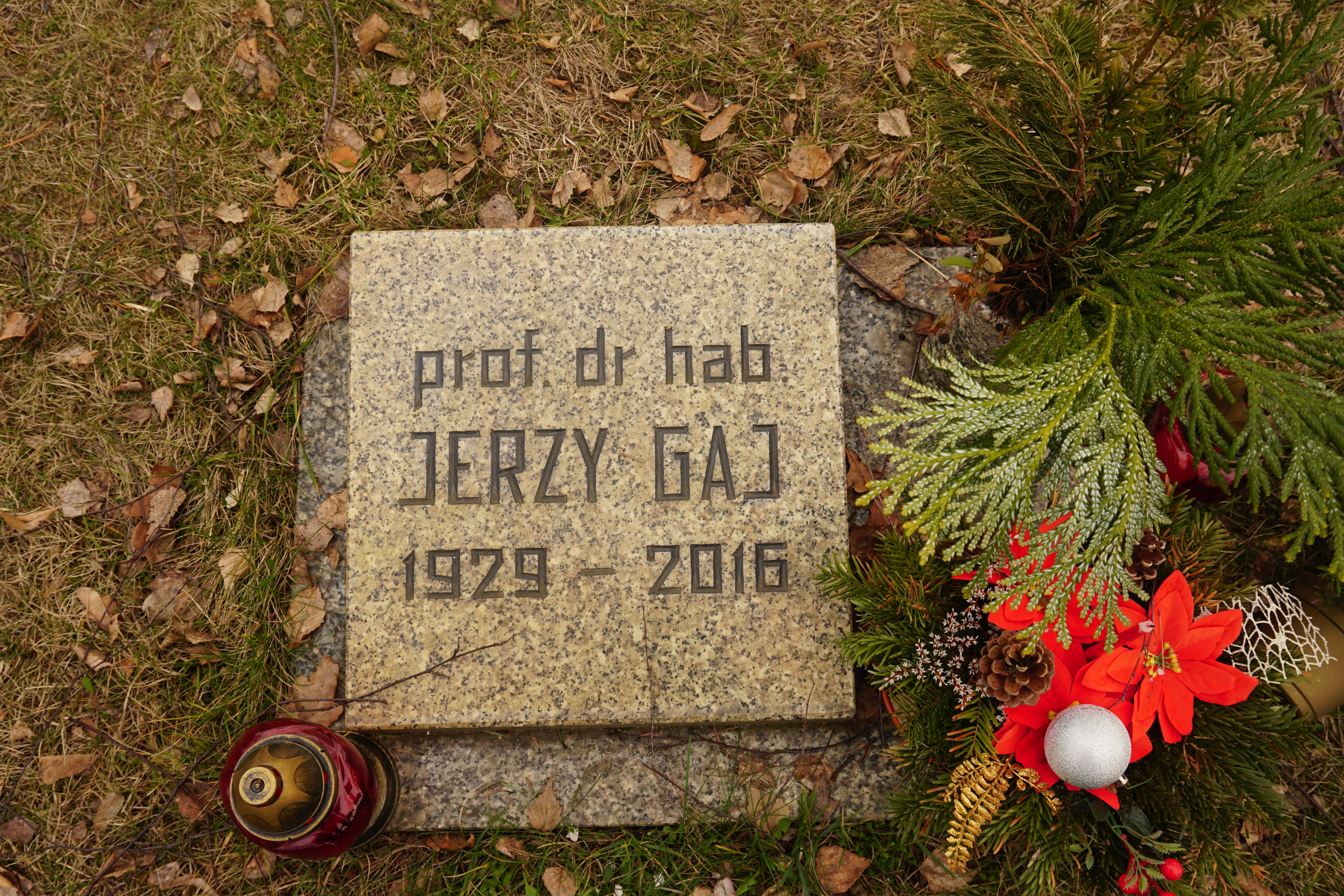
Grób prof. Jerzego Gaja na Cmentarzu Junikowskim